# VK Mobile
VK Mobile — южнокорейская компания, специализирующаяся на производстве мобильных телефонов. Стала частью бренда VK, созданного в 2001 году.
Изначально, с 1997 года, компания выступала в качестве импортёра литий-полимерных батарей для мобильных телефонов, но в 2000 начала производство своих собственных батарей, а в 2001 году и самих мобильных телефонов.
VK Mobile ориентирована в первую очередь на рынки Японии, Гонконга, Китая, Европы, Австралии, Тайваня, США и Канады.
Генеральный директор компании — Yi Cheol-sang, известный еще до основания своего бизнеса, как один из руководителей южнокорейского студенчества.
7 июля 2006 года VK Mobile объявила о банкротстве.